# Falacia de división

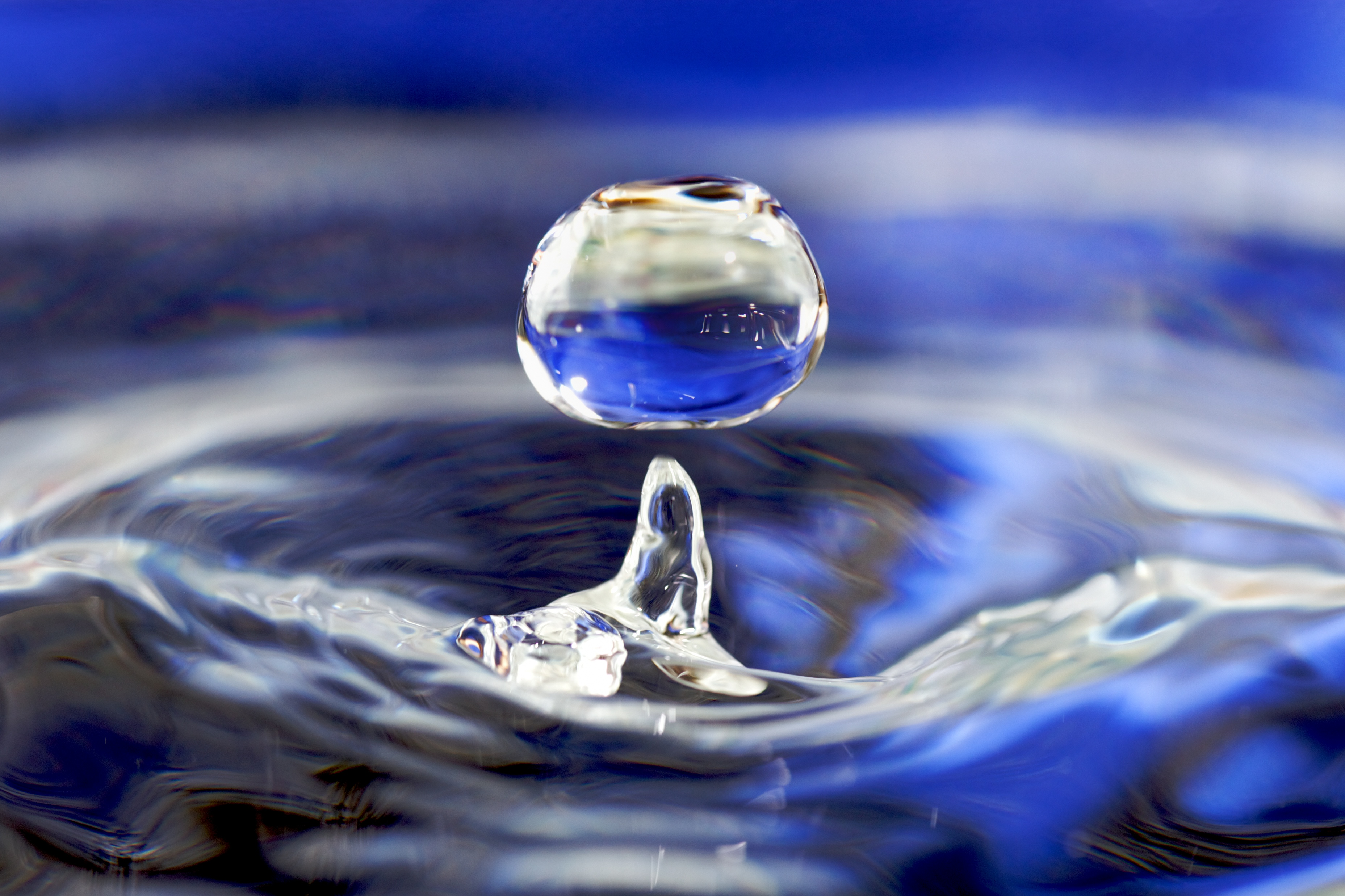
El agua es transparente. Por lo tanto, sus moléculas también lo son.

La falacia de división es una falacia informal que consiste en inferir que algo es verdadero acerca de una o varias de las partes de un compuesto porque es verdadero acerca del compuesto del que forma parte.
El inverso de la falacia de división es la falacia de composición, en la que se infiere que algo es verdadero acerca de un todo porque es verdadero acerca de una o más de sus partes.

## Historia
Tanto la falacia de división como la falacia de composición fueron abordadas por Aristóteles en sus Refutaciones sofísticas.
En la filosofía de Anaxágoras, como afirmaba el atomista romano Lucrecio, se suponía que los átomos que constituyen una sustancia deben tener las propiedades más importantes de esa sustancia: para que los átomos de agua estén húmedos, los átomos del hierro sería duros, los átomos de lana serían blandos, etc. Esta doctrina se llama homoeomeria, y depende de la falacia de división.

## Ejemplos
- El sabor del guacamole es sabroso, por lo que los componentes con que se elabora (aguacate, sal, limón, chiles) también lo son.
- El auto es azul; por lo tanto, sus neumáticos también lo son.

## Propiedades emergentes
Cuando un sistema, considerado conjuntamente, tiene una propiedad que ninguna de sus partes tiene, se dice que tal propiedad es emergente.